# Torfaen
Torfaen is een unitaire autoriteit in het zuiden van Wales, gelegen in het ceremoniële behouden graafschap Gwent en het historische graafschap Monmouthshire. De county borough heeft 93.000 inwoners.

## Plaatsen
- Blaenavon
- Cwmbran (fungeert als het bestuurlijke centrum van het aangrenzende bestuurlijke graafschap Monmouthshire)
- Pontypool (hoofdstad)

Graafschappen: Anglesey · Carmarthenshire · Ceredigion · Denbighshire · Flintshire · Gwynedd · Monmouthshire · Pembrokeshire · Powys
County boroughs: Blaenau Gwent · Bridgend · Caerphilly · Conwy · Merthyr Tydfil · Neath Port Talbot · Rhondda Cynon Taf · Torfaen · Vale of Glamorgan · Wrexham
Steden: Cardiff · Newport · Swansea
Zie ook: behouden graafschappen (preserved counties) en de historische graafschappen